# 刘学普
刘学普（1957年10月—），男，土家族，重庆石柱人，中华人民共和国政治人物。中央党校研究生，经济师。中国共产党第十七届、十八届中央候补委员。

## 生平
1980年4月参加工作。1982年11月加入中国共产党。1987年起任四川省石柱土家族自治县副县长，1989年升任县长。1998年起任重庆市黔江地区行政公署专员，2000年起任重庆市黔江区区长，2002年起任黔江区委书记。2006年，改任渝中区委书记。2008年，担任重庆市人民政府副市长，兼渝中区委书记。2012年6月当选中共重庆市委常委，7月起兼任市委政法委书记，8月辞去重庆市副市长职务。2017年1月，当选重庆市人大常委会副主任。2017年5月，卸任中共重庆市委常委。2021年1月，辞任重庆市人大常委会副主任。